# Gala-Sears
Gala-Sears (Grandes ALmacenes de América-Sears) fue la filial de Sears Roebuck en Chile, que inició sus operaciones en mayo de 1980 y abrió su primera tienda el 2 de abril de 1982, al día siguiente de la apertura del Mall Parque Arauco. Fue una de las primeras empresas internacionales en retirarse del mercado chileno luego de pocos años de malos resultados financieros.

## Historia

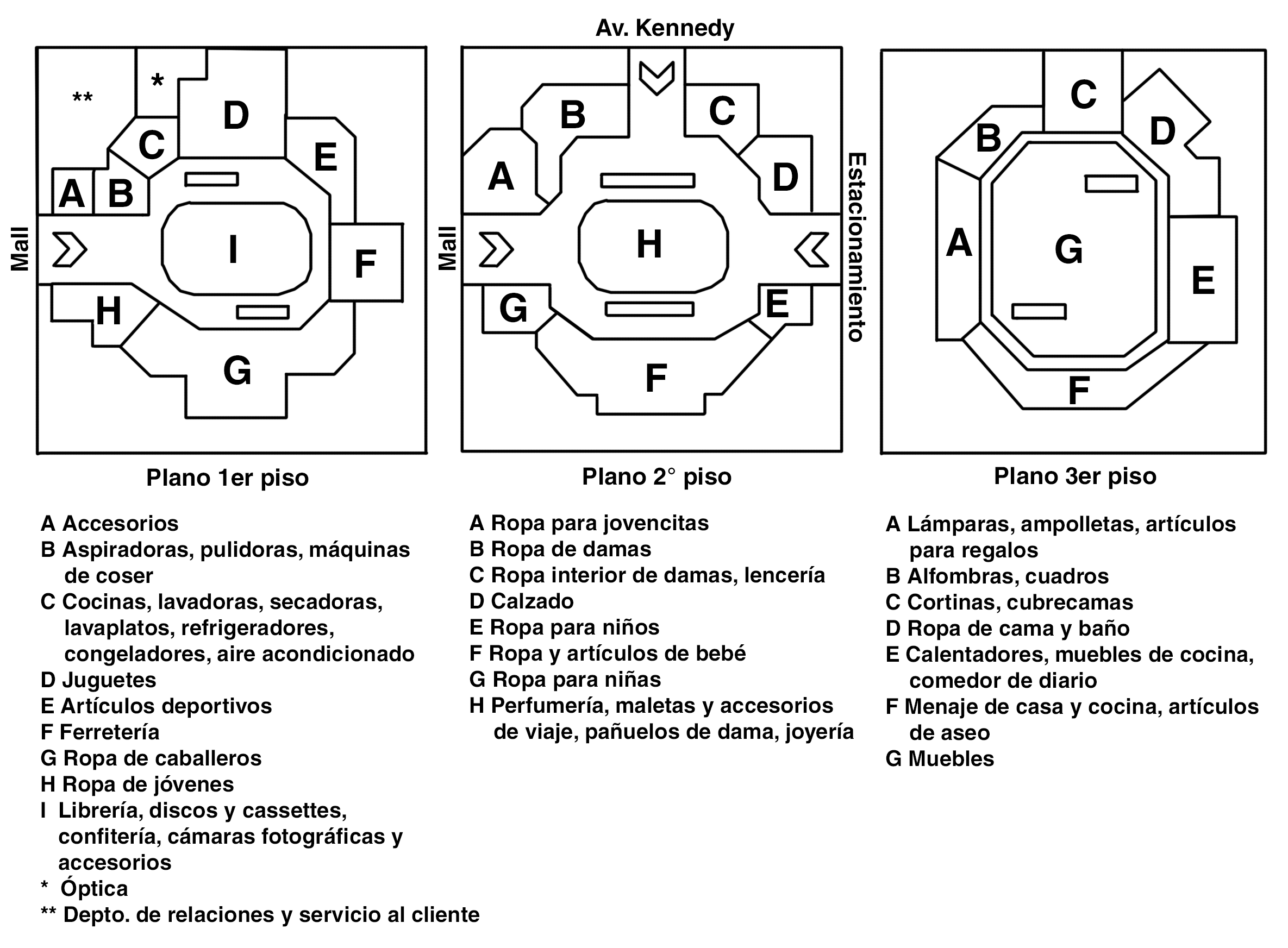
Plano de la tienda ubicada en el Parque Arauco (1982).

El 20 de mayo de 1980 se constituyó la sociedad Grandes Almacenes de América Gala Limitada (Gala Ltda.), conformada por Sociedad Comercial Fontana Limitada (ligada al empresario Manuel Ibáñez Ojeda, propietario de los supermercados Almac), Compañía de Inversiones Golfo Pérsico S.A., y Jaime Francos Ringer (quien posteriormente conformaría la empresa «Importadora y Comercializadora Francos Limitada»). En septiembre del mismo año se anunciaba la alianza con Sears Roebuck para instalar la marca estadounidense en Chile, adoptando la denominación de Gala-Sears. El capital inicial de la empresa era de un millón de dólares de la época. Por su parte, Sears Roebuck Servicios de Chile Limitada fue constituida el 26 de diciembre de 1980.
En diciembre de 1981 se incorporó a la sociedad Comercializadora de Bienes y Servicios de Grandes Tiendas Sociedad Limitada. Abrió su primera tienda departamental el 2 de abril de 1982 al interior del recientemente inaugurado Parque Arauco Shopping Center, siendo una de las primeras tiendas ancla de dicho centro comercial junto con Muricy; durante los días siguientes abrió varias de sus «tiendas satélites». El 11 de mayo de 1982 la empresa se convirtió en sociedad anónima.

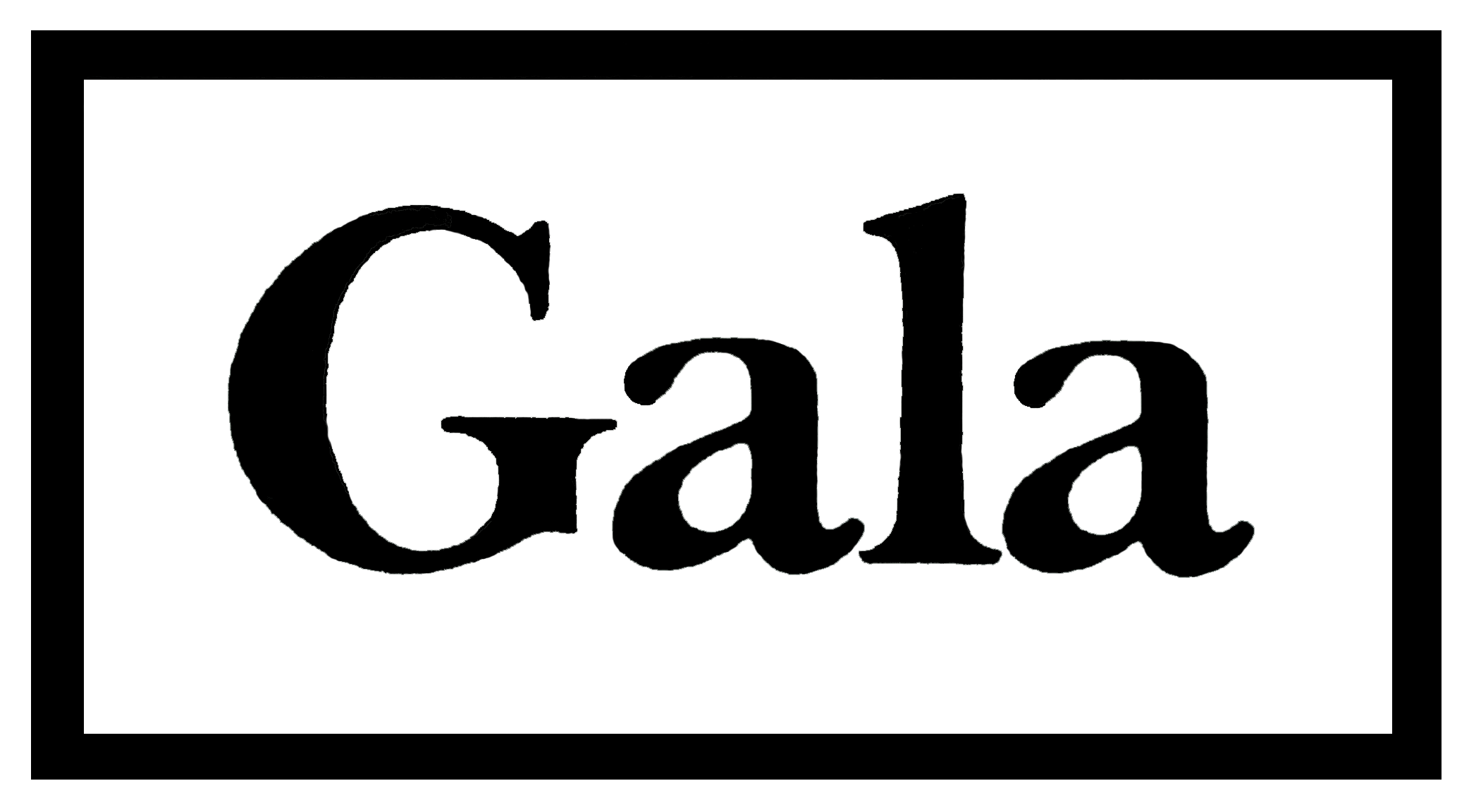
Logotipo de Gala (mayo-septiembre de 1983).

Entre las novedades que presentaba Gala-Sears al momento de su apertura en el Parque Arauco se encontraba la distribución de sus secciones en el interior de la tienda, generando una disposición hexagonal que contenía las bodegas en los cuatro rincones generados por dicha forma dentro del recinto construido, para así favorecer una rápida reposición de los productos; también introdujo el sistema de venta por catálogo mediante la posibilidad de que los clientes adquirieran el catálogo estadounidense de Sears para realizar sus compras a distancia, y fue una de las primeras tiendas departamentales en Chile en ofrecer tarjetas de crédito a sus clientes. Durante los meses siguientes abrió algunos locales —denominados «satélites»— de menor superficie y variedad de productos, instalados en el centro de Santiago, Providencia y Ñuñoa; todos ellos fueron cerrando a inicios de 1983, quedando solamente la tienda del centro comercial Parque Arauco; la tienda satélite de Plaza Lyon fue posteriormente reemplazada por Almacenes París.

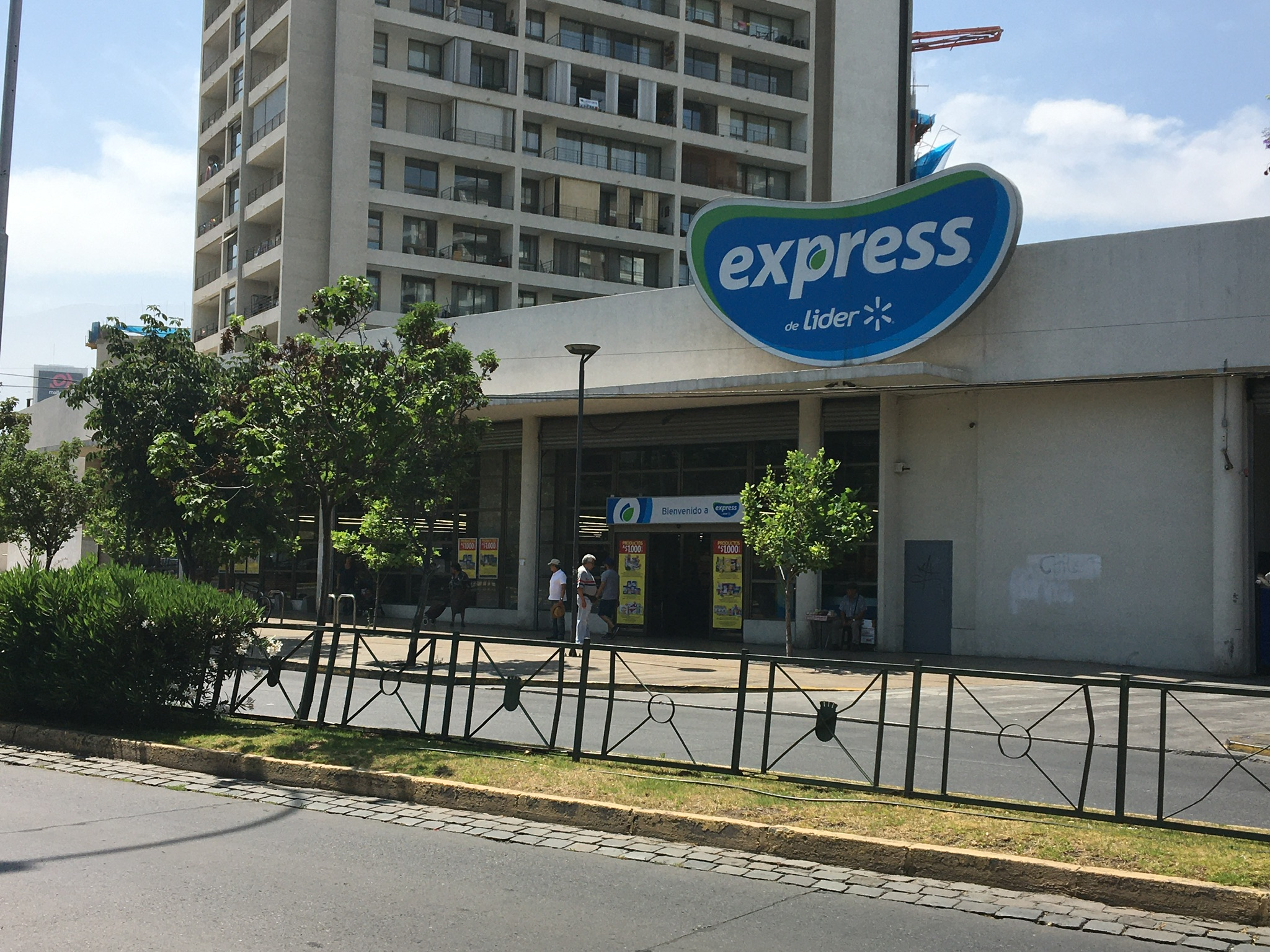
Ubicación de la tienda satélite de Ñuñoa. Hasta 2013 ocupada por un supermercado Express de Líder (y antecesores), la estructura original fue demolida para la construcción de un edificio, incluyéndose un supermercado de la misma cadena en el lugar (en la foto).

Producto de las deudas que arrastraban los inversionistas chilenos con la matriz estadounidense de Sears —alrededor de cinco millones de dólares de la época en productos adquiridos para su venta en Chile—, la sociedad entre ambos grupos se disolvió y a inicios de mayo de 1983 la tienda pasó a denominarse simplemente «Gala», la cual cerró sus puertas definitivamente el 16 de septiembre del mismo año al no captar el gusto y la costumbre del consumidor chileno en esos años, además que la empresa estaba en retirada del mercado latinoamericano. En octubre de ese año fue reemplazada por Falabella.
El 15 de junio de 1983 Gala demandó a Sears, Roebuck and Co. ante la Corte de Apelaciones de Santiago, solicitando una indemnización de diez millones de dólares por supuestos perjuicios debido a las pérdidas sufridas por la empresa chilena al asociarse con la compañía estadounidense. El 9 de marzo de 1984 Gala fue declarada en quiebra por el Noveno Juzgado Civil de Santiago, y en noviembre del mismo año se puso fin a las acciones judiciales mediante un acuerdo firmado entre ambas partes y que alcanzó alrededor de 2,5 millones de dólares.

## Sucursales
- Parque Arauco Shopping Center
- Tiendas satélites:
  - Santiago Centro: San Antonio 53, local 100-C
  - Providencia: Avenida Providencia 2178
  - Ñuñoa: Irarrázaval 5353
  - Plaza Lyon: Nueva Providencia 2235, local 105